# Joaquín Madariaga
José Joaquín Gregorio Madariaga (Corrientes, Argentina; 27 de noviembre de 1799 - Porto Alegre, Brasil; febrero de 1848) fue un militar y político argentino, gobernador de la provincia de Corrientes, líder de la resistencia de esa provincia contra el gobierno nacional de Juan Manuel de Rosas.

## La revolución de los Madariaga
Hijo del vasco Joseph Luis Madariaga Respaldiza, nacido en Bilbao, y la correntina María Ángeles Acosta Soto. Fue militar desde joven, en la ciudad de Buenos Aires, y participó en los hechos de la llamada “anarquía del año 20”. Regresó en 1824 a Corrientes, donde ejerció como abogado sin serlo y llegó a ser juez en la capital provincial.
Años más tarde se instaló en Curuzú Cuatiá, en el sur de la provincia, donde se dedicó a las tareas rurales. Fue diputado en la legislatura de la época del gobernador Genaro Berón de Astrada y después de su muerte apoyó la revolución que derrocó al gobernador federal Romero. Pedro Ferré lo nombró comandante de Mercedes y comandante de Curuzú Cuatiá a su hermano Juan Madariaga. Ayudó a Juan Lavalle a formar el ejército con que este hizo la campaña de Entre Ríos en 1840.
Al llegar el general José María Paz a Corrientes, participó en la campaña contra la primera invasión del gobernador entrerriano Pascual Echagüe. Junto a su hermano Juan luchó en la batalla de Caaguazú, la más brillante victoria de Paz. A fines de 1842 se incorporaron al ejército de Fructuoso Rivera en Entre Ríos, con el cual fueron derrotados en la batalla de Arroyo Grande. Regresaron apresuradamente hacia Corrientes, pero se negaron a salvar el gobierno de Ferré, regresando a su estancia a salvar su familia y sus bienes. Desde allí huyeron a Brasil, residiendo un tiempo en Alegrete.
El 1.º de abril de 1843, los hermanos Madariaga y unos cuantos oficiales más cruzaron el río Uruguay a la altura de Uruguaiana, en el que ellos mismos nombraron más tarde como "Paso de los Libres". Con el apoyo de algunos jefes como Nicanor Cáceres y Benjamín Virasoro, en trece días ocuparon toda la provincia, obligando al gobernador Pedro Cabral a huir hacia Entre Ríos. La última resistencia federal fue vencida a principios de mayo en el combate de Laguna Brava.

## Campañas contra Rosas
Los Madariaga reunieron una legislatura adicta, que nombró gobernador a Joaquín Madariaga, que asumió el 1.º de agosto de 1843. Su primera medida fue anular todo lo actuado por Cabral y sancionar a Ferré por haber abandonado la provincia. Ésta estaba arruinada por las sucesivas guerras en que se había visto envuelta desde 1839. El gobernador confiscó los bienes de todos los federales; en suma, el mismo método de Lavalle y Rosas.
Formó un partido unitario distinto del que había apoyado a Ferré, en el que sobresalían Juan Pujol, Valdez y Acosta; más tarde, esta sería la base del partido liberal, y los contrarios, tanto partidarios de Ferré como de Virasoro, del partido autonomista.
En diciembre de 1843, ambos hermanos Madariaga invadieron Entre Ríos, aprovechando que Urquiza se encontraba en Uruguay persiguiendo a Rivera. La reserva entrerriana de Eugenio Garzón fue derrotada, pero al llegar a Concepción del Uruguay supieron que Urquiza había derrotado a Rivera y estaba de regreso. La retirada que siguió se transformó rápidamente en huida, y perdieron todo lo ganado.
Apenas regresó a Corrientes, confiscó un cargamento paraguayo que navegaba por el río Paraná; el gobierno de Carlos Antonio López estuvo a punto de declararle la guerra, pero la habilidad de Santiago Derqui para negociar logró la firma de un tratado de paz, navegación y comercio, y poco después una alianza contra Rosas.
En noviembre de 1844 llegó a Corrientes el general Paz, e inmediatamente, Madariaga lo puso al mando de las fuerzas provinciales. El general dedicó muchos meses a adiestrar a sus inexpertas tropas. En junio de 1845 enviaron una expedición a Santa Fe, dirigida por el exgobernador Juan Pablo López, pero este fue derrotado.
A principios del año siguiente, se incorporó al ejército una fuerza de unos tres mil paraguayos, bajo el mando del hijo del presidente y futuro estadista Francisco Solano López. Poco después, Urquiza invadió Corrientes y derrotó y tomó prisionero a Juan Madariaga en Laguna Limpia. Pero no quiso atacar la posición defensiva de Paz y retrocedió; enseguida puso en libertad al hermano del gobernador, con la finalidad de que este mediara ante su hermano para firmar un tratado de paz.
El general Paz no quiso saber nada de alianzas, y decidió derrocar a los Madariaga. Para su sorpresa, las tropas permanecieron leales y tuvo que huir a Paraguay. El presidente López retiró su ejército —que no había servido de mucho durante la campaña— y canceló el tratado de alianza con Corrientes.

## Potrero de Vences
Libres de la actitud prepotente de Paz, las negociaciones avanzaron rápidamente, y en agosto de 1846 se firmó el Tratado de Alcaraz. Por este se reincorporaba a Corrientes a la Confederación y se devolvía el encargo de las relaciones exteriores a Rosas, pero Corrientes quedaba liberada de la obligación de apoyar la Guerra Grande en Uruguay. Pero Rosas exigió modificaciones al tratado, que fueron rechazadas por Madariaga.
En marzo del año siguiente, Rosas ordenó a Urquiza atacar a Madariaga en Corrientes. El coronel Virasoro se pasó a las fuerzas de Urquiza y se unió a la invasión, que recién se inició a fines de ese año. El 27 de noviembre de 1847, Urquiza destrozó al ejército correntino mandado por los hermanos Madariaga en la batalla de Vences o de Potrero de Vences. Los correntinos tuvieron 700 muertos y 2200 prisioneros, muchos de los cuales fueron asesinados después de la batalla.
Al día siguiente, el coronel Miguel Virasoro ocupaba el gobierno, que dejaría a su hermano Benjamín Virasoro un mes más tarde. Casi solo, el exgobernador Madariaga huyó a Paraguay y se dirigió a Asunción. Allí hizo un intento de arrastrar al presidente López a la guerra contra Rosas. Fracasó y pasó al Brasil, donde murió en febrero de 1848.